# Santa María Cahabón
Santa María Cahabón (oft nur Cahabón genannt) ist eine Kleinstadt in Guatemala und Verwaltungssitz der gleichnamigen Großgemeinde (Municipio) im Departamento Alta Verapaz. In dem 900 km² großen Municipio leben rund 50.000 Menschen, in Cahabón etwa 13.000.

## Geographie
Cahabón liegt im Osten von Alta Verapaz am Río Cahabón auf etwa 250 m Höhe. Der Großteil des Gemeindegebietes liegt in den Ausläufern umliegender Mittelgebirge. Auf Grund der vergleichsweise geringeren Höhe und der Nähe zum Tiefland des Izabal-Sees ist das Klima tropisch geprägt.
Santa María Cahabón grenzt im Norden an die Gemeinden Fray Bartolomé de Las Casas und Chahal, im Osten an Panzós und El Estor (Izabal), im Süden an das Municipio Senahú und im Westen an San Pedro Carchá und Lanquín.

## Bevölkerung
Der Großteil der Bevölkerung gehört zur Maya-Gruppe Kekchí.

## Geschichte
Die friedlich in die Verapaz-Region vordringenden Dominikaner-Mönche Luis de Cáncer, Pedro Santa María de Angulo und Juan Rodrigo de Landrade gründeten Santa María Cahabón im Jahr 1543 an der Stelle einer Kekchí-Siedlung namens Chicaj’bom. 1980 verlor Cahabón sein nördliches Gemeindegebiet, aus dem das neue Municipio Fray Bartolomé de Las Casas gebildet wurde. Cahabón war bis in die 1990er Jahre vom Bürgerkrieg in Guatemala stark betroffen. 1998 richtete der Hurrikan Mitch schwere Verwüstungen an.

## Wirtschaft und Verkehr
Santa María Cahabón liegt sehr abgelegen im Osten von Alta Verapaz. Man erreicht es von Cobán aus über die in diesem Abschnitt nicht sehr gut ausgebaute Nationalstraße 5 und dann von Lanquín aus auf einer Nebenstrecke. Nach Cobán sind es knapp 100 km, nach Guatemala-Stadt fast 400. Cahabón ist unter Rafting-Experten weltberühmt für seine Stromschnellen. Einer der wichtigsten Wirtschaftszweige des Municipios ist daher der Tourismus. Auf dem Río Cahabón werden Fahrten von verschiedenen Orten in Alta Verapaz bis zum Izabal-See angeboten. Eine wichtige Rolle spielt daneben die Land-, Forst und Holzwirtschaft.